# Fanfaren der Ehe
Fanfaren der Ehe ist ein deutscher Schwarzweißfilm des Regisseurs Hans Grimm aus dem Jahr 1953. Er ist die Fortsetzung von Fanfaren der Liebe aus dem Jahr 1951.

## Handlung
Hans und Peter sind inzwischen Familienväter. Ihre Schlager sind aber nicht verkäuflich. So müssen die Ehefrauen aushelfen und machen wie früher Tanzmusik, diesmal auf einem Luxusdampfer im Mittelmeer. Die Männer versorgen mittlerweile die Babys und geraten mit der staatlichen Fürsorge in Konflikt.
Schließlich folgen sie ihren Frauen als amerikanische Millionärin und ihre Zofe an Bord des Schiffes. Eifersüchtig beargwöhnen sie ihre umworbenen Ehefrauen, zuletzt geraten sie in Verdacht, die echten Amerikanerinnen ermordet zu haben, doch alles löst sich glücklich auf.

## Produktionsnotizen
Der Film wurde im Atelier der Bavaria Film in Geiselgasteig produziert. Die Außenaufnahmen entstanden in München, Genua, auf Ischia und an Bord des Mittelmeerdampfers Neptunia. Die Bauten schufen Hans Sohnle und Fritz Lück, Produktionsleiter waren Georg Richter und Werner Drake. Die Uraufführung erfolgte am 3. September 1953 in Hannover.

## Kritiken
„Die beiden stellungslosen Musiker steigen noch einmal in Damenkleider, um ihre an Bord eines Schiffes zum Tanz aufspielenden Ehefrauen zu überwachen, und geraten in kompromittierende Situationen. Ein geschmack- und einfallsloser Versuch, an den Publikumserfolg des ersten musikalischen Schwanks anzuknüpfen.“

„Dieter Borsche hat es nicht ganz leicht, neben ›Kollege‹ Georg Thomalla zu bestehen, der erneut alle komischen Register vom feinen Wortgag bis zur überschäumenden Klamotte mit Virtuosität zieht.“